# Super Mario Party
Super Mario Party – gra zręcznościowa stworzona przez NDcube i wydana przez Nintendo na platformę Nintendo Switch. Jedenasta gra z serii Mario Party, wydana została na całym świecie 5 października 2018 roku.

## Odbiór gry
Do dnia 31 marca 2022 roku sprzedała się w 17.78 milionach egzemplarzy.